# Torta madeira
La torta madeira (madeira cake) è una torta tradizionale britannica composta da un sodo ma leggero pan di Spagna aromatizzato con limone.

## Etimologia e storia
La torta madeira prende il nome dal madera, un vino originario dell'omonimo arcipelago portoghese divenuto popolare in Inghilterra durante l'Ottocento e spesso servito assieme al dolce.
La madeira deriva da un altro dolce le cui origini vengono fatte risalire al XVIII o XIX secolo. Una delle prime ricette in cui viene spiegato come prepararla è riportata da Eliza Acton nel suo Modern Cookery for Private Families (1845):
Oggigiorno, la torta madeira è spesso servita con tè o liquori e, più raramente, a colazione.

## Alimenti simili
La torta madeira ha molti elementi in comune con il pan di Spagna e altri dolci affini come la torta quattro quarti e la yellow cake.